# الجيش والشعب إيد واحدة

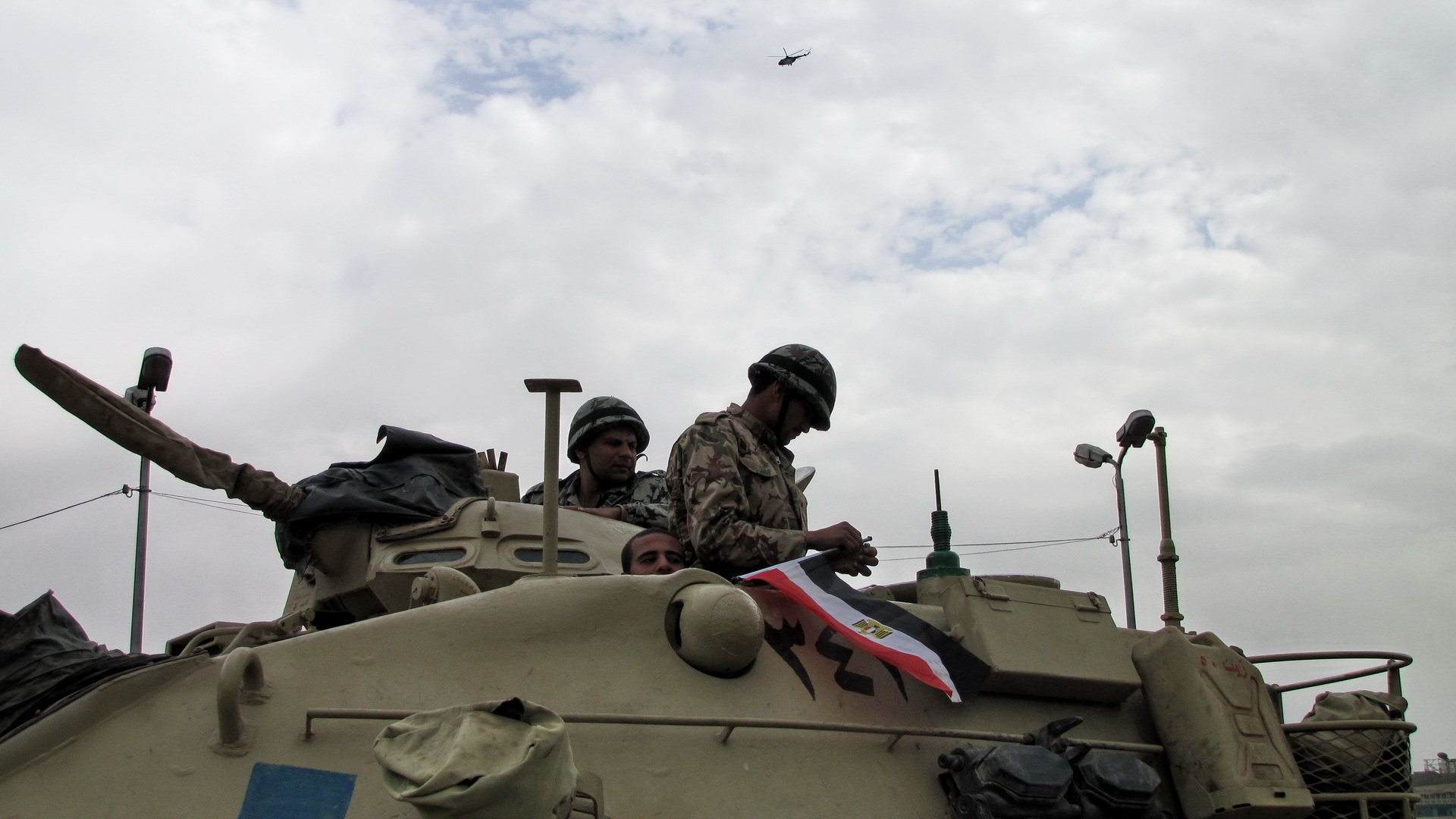
جندي من الجيش المصري يضع العلم الوطني على دبابته بالقرب من كوبري قصر النيل، القاهرة، أثناء الثورة المصرية عام 2011. وطائرة هليكوبتر تحلق في سماء المنطقة

الجيش والشعب أيد واحدة هو شعار وهتاف ردده المتظاهرون الذين خرجوا في ثورة 25 يناير و30 يونيو. توهم النظام السابق أن نزول الجيش إلى الشارع سوف يخيف الثوار وأن الجيش سيعمل على تثبيت الحكم الجائر، ولكن حتى قبل أن «تتضح» مهمة الجيش هتفت الجموع في ميدان التحرير: الجيش والشعب إيد واحدة، وهذه هي العلاقة القوية بين الشعب المصري وجيشه منذ ثورة 23 يوليو التي قام بها الجيش والتف حولها وساندها الشعب وكما تبدى بأروع صورة في ثورة 25 يناير التي قام بها الشعب وأكد الجيش حمايته لها، وسوف تظل لحظات نزول الجيش وفرحة الثوار به ماثلة في أذهان العالم بأسره ونموذجاً فريداً في علاقة اتسمت، على مدى عقود، بالتلاحم والثقة العميقة، كما سيظل مشهد أداء التحية العسكرية لشهداء الثورة والوطن محفوراً في الضمير وفي الذاكرة الجماعية للمصريين.